# Музей истории Кронштадта
Музей истории Кронштадта — музей в Кронштадте. Существует с 1991 года. С 2006 года расположен в исторической башне городского водопровода (водокачке), построенной в 1836—1839 гг., которая является объектом культурного наследия федерального значения. Адрес: Ленинградская улица, дом 2. С 2014 года к помещениям музея добавилось историческое здание по адресу: Якорная площадь, 2а. Музей Истории Кронштадта является государственным бюджетным учреждением. На его базе существует Центр музейной педагогики.

## История музея
Музей был создан по решению Ленгорсовета № 273 от 15 апреля 1991 г. по инициативе городского клуба краеведов. Основу экспозиции составили коллекции предметов и документов Ю. И. Спиридонова, Т. Н. Лапиной, Ю. С. Мисоченко, В. М. Пирогова, В. Ф. Ключникова, Л. Н. Сергеевой и других кронштадцев. Основателем считается Юрий Иванович Спиридонов (1931—1998).
В 2006 году музей расположился в здании Водонапорной башни на ул. Ленинградской, дом 2. Он насчитывал несколько залов. В одном из помещении находилась большая диорама острова Котлин. На верхних этажах располагался административный корпус Музея.
В 2014 году Музей получил в распоряжение здание бывшей столовой на Якорной площади 2А, где разместил экспозицию «Три века истории Кронштадта» — в данный момент именно в ней расположены фрагмент первого трубопровода в Кронштадте, исторически ценные предметы быта горожан разных веков. В здание переехал и административный корпус. На данный момент на Якорной площади расположена экспозиция «Три века истории Кронштадта», а в здании на Ленинградской улице — экспозиция «Подводная археология». Последняя демонстрирует предметы, поднятые с затонувших кораблей, начало было положено в 2009 году по материалам поисковых экспедиций проекта «Подводное наследие России».
С 2008 года под началом Музея проходит международный экологический фестиваль искусств «КронФест» — междисциплинарный проект, объединяющий искусство и экологию. Мероприятие проходит ежегодно (каждый июнь). Изначально КронФест был призван обратить внимание жителей и гостей Кронштадта на проблему загрязнения уникального ландшафта острова Котлин и Финского залива. Однако со временем фокус сместился в сторону художественного осмысления всеобщих экологических проблем. Ключевое мероприятие в программе КронФеста — выставка «Искусство из мусора» — знакомит посетителей с арт-объектами современных художников из России и зарубежья, транслирующими идеи повторного использования «отходов», обращения к альтернативным источникам энергии и формирования бережного отношения к природе. В программу фестиваля также традиционно входят мастер-классы, игровые программы и квесты для детей, а также художественные акции и концерты. Фестиваль проходит не только на базе Музея истории Кронштадта и в других закрытых и открытых пространствах города. В нём принимают участие художники визуальных и исполнительских видов искусства из Кронштадта, Санкт-Петербурга, городов России и стран Балтийского региона.

## Здание башни

### История
Программа реконструкции водопровода Кронштадта принята в 1827 году. Здание было возведено для водоподъёмных машин в 1837—1839 гг. по проекту военных инженеров В. П. Лебедева и Татаринова. В нём были размещены две паровые машины, каждая мощностью в 8 лошадиных сил. Машины поднимали воду в резервуар, расположенный на втором этаже, откуда вода подавалась в городскую сеть. Источником воды служил водоём позади здания, сообщавшийся с Финским заливом. В 1870-е гг. и в 1887 году здание башни было надстроено.

### Архитектура
Здание башни построено в стиле классицизма. Портик с шестью колоннами должен гармонировать со стоящей напротив кирхой святой Елизаветы. В процессе перестройки здание утратило первоначальный купол, вместо него выстроен верхний этаж с арочными окнами.

## Награды
- Почётный диплом Законодательного Собрания Санкт-Петербурга (29 июня 2011 года) — за выдающийся вклад в сохранение исторического наследия и развитие культуры в Санкт-Петербурге, а также в связи с 20-летием со дня основания[6].